# Битва на Трубеже (992)
Битва на реке Трубеже — сражение в 992 году между войсками Киевской Руси и печенегами, выигранное русскими. Одно из немногих известных столкновений русских с печенегами.

## История
В 992 году Владимир Святославич совершил поход против белых хорватов, чтобы включить их земли в Киевскую Русь.
Узнав о вторжении печенегов через Сулу, Владимир вывел войско на левый берег Днепра. Противники остановились по двум берегам реки Трубеж, после чего возникла пауза. Вскоре печенежский хан вызвал на переговоры Владимира и предложил ему провести поединок:
Выпусти ты своего мужа, а я своего ― пусть борются. Если твой муж бросит моего на землю, то не будем воевать три года; если же наш муж бросит твоего оземь, то будем разорять вас три года.— Лаврентьевская летопись 
Владимир разослал по лагерю глашатаев в поисках добровольца, однако, согласно летописям, с печенежским богатырём никто не отважился выйти на поединок следующим утром, ― «… был же он очень велик и страшен». Тогда из русского стана вышел некий старец, и сказал Владимиру:
Князь! Есть у меня один сын меньшой дома; я вышел с четырьмя, а он дома остался. С самого детства никто его не бросил ещё оземь.— Лаврентьевская летопись 
Звали того отрока ― Ян Усмошвец. Владимир велел привести его. Выслушав князя, Ян усомнился в себе, но всё же согласился выйти на поединок. Когда печенежский богатырь вышел на отведённую для поединка площадку и увидел своего соперника, то он осыпал русского насмешками, «ибо был он среднего роста». Однако, когда соперники сошлись и обхватили друг друга руками, Ян Усмошвец удавил печенега до смерти, а затем, подняв над собой, бросил его на землю. Русские, вдохновлённые победой своего бойца, с боевыми кличами бросились на печенегов, которые, не выдержав атаки, были обращены в беспорядочное бегство. Судя по всему, русские атаковали через реку и нанесли печенегам поражение. Летопись связывает с этой победой строительство города Переяславля-Русского князем Владимиром.

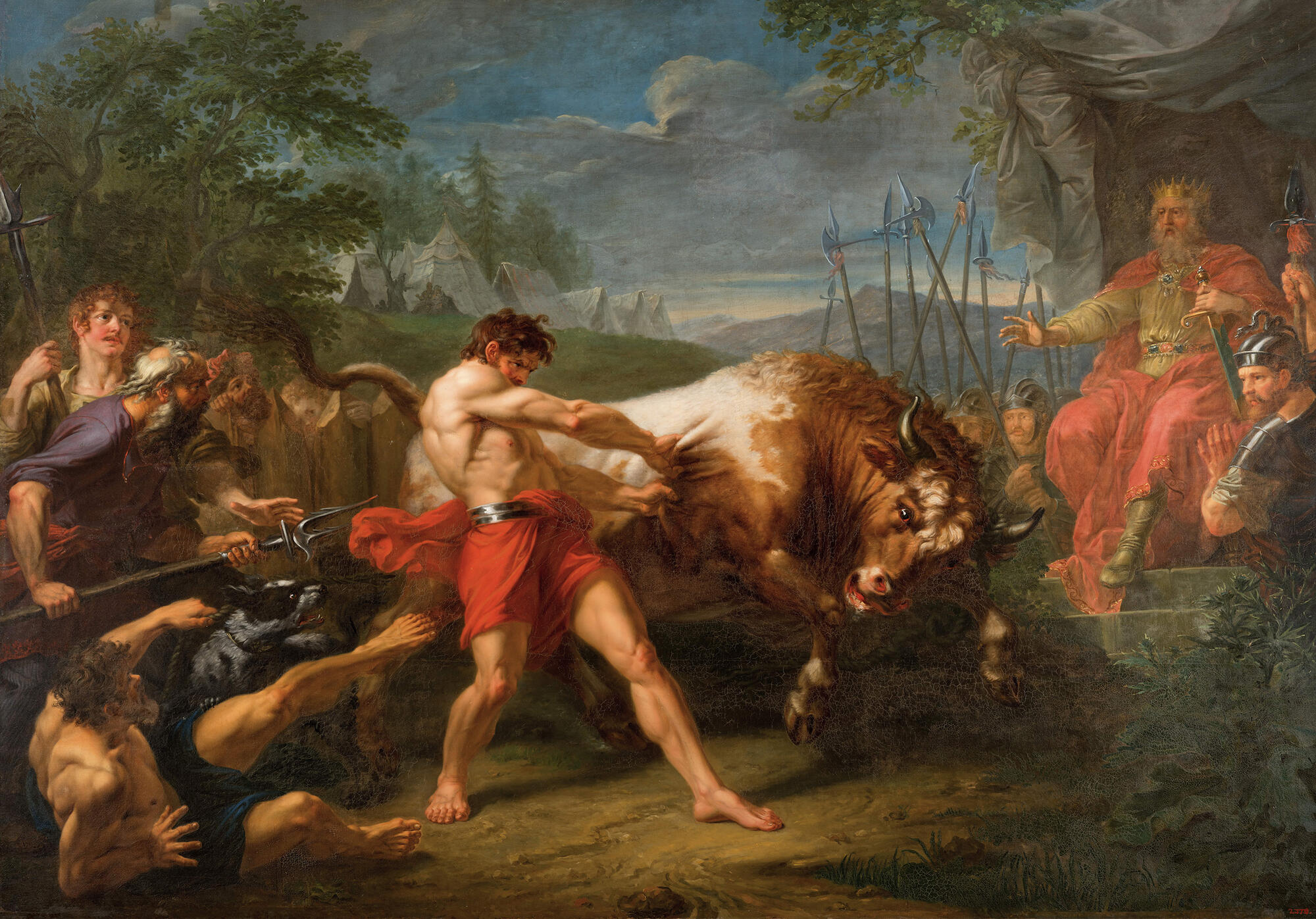
Испытание силы Яна Усмаря. Худ. Г. И. Угрюмов.

## Комментарии
1. ↑  Сразу после разгрома печенегов в 992 году Владимир заложил на месте того брода город Переяславль, — «ибо перенял славу отрок тот»[1], а Яна Усмошвеца и его отца пожаловал в бояре[2].